# Magellan Navigation
Magellan Navigation (ранее Thales Navigation) — известный производитель GPS приёмников. Головной офис находится в США. Приборы предназначены для пользовательского (геокешеры, туристы, автомобилисты) и профессионального (авиация, морская навигация, геодезия) применения.
Разработчик первого в мире портативного (носимого) навигатора.
Разработчик первого в мире совмещенного GPS-ГЛОНАСС приемника.
В декабре 2008 года часть Magellan Navigation, выпускавшая потребительскую GPS электронику (в основном, под Windows Mobile и Windows CE), куплена тайваньской Mitac .
Подразделение Magellan Navigation Professional, выпускавшее оборудование профессионального назначения, в январе 2010 переименовано обратно в Ashtech.

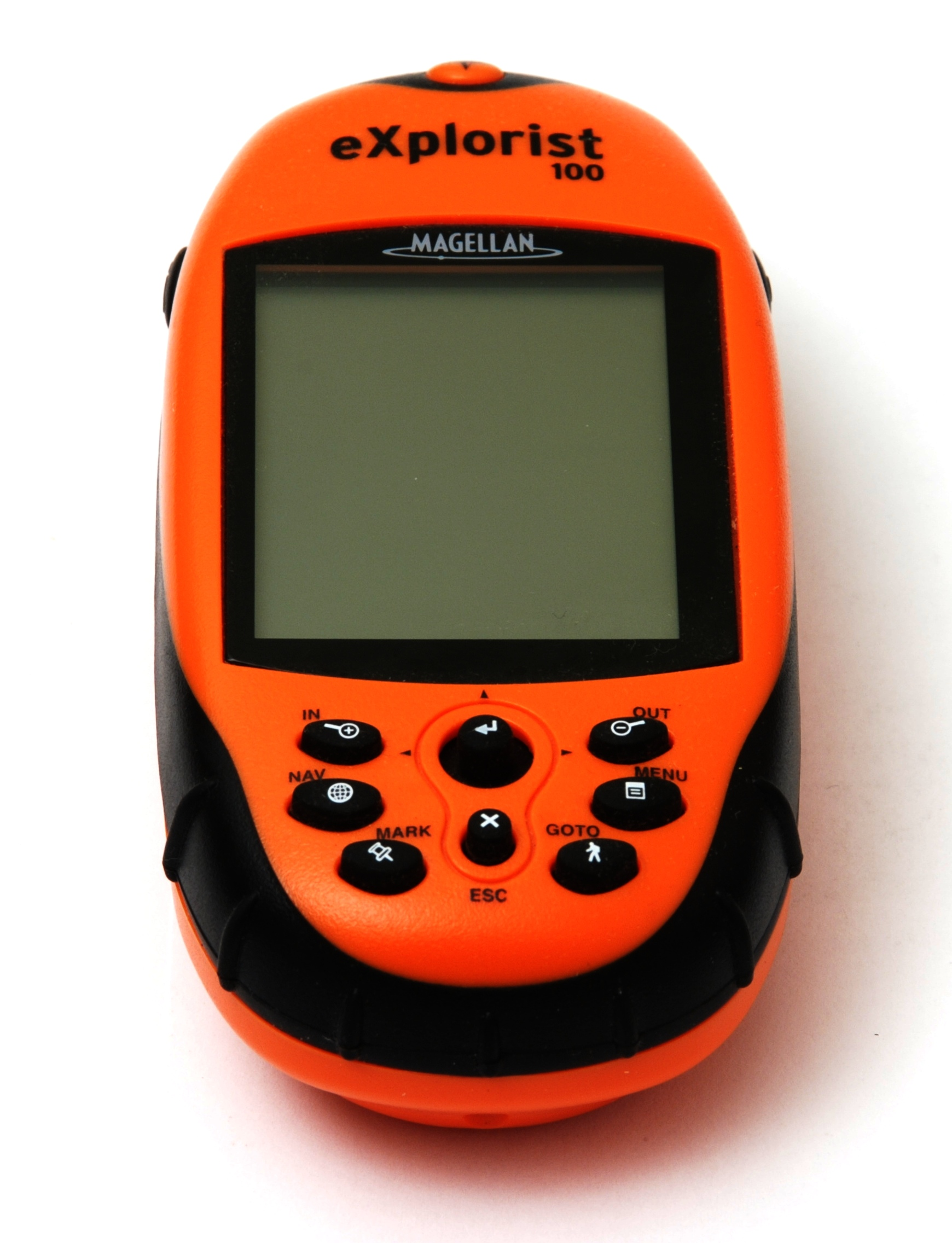
Magellan eXplorist 100 GPS